# Mike + the Mechanics
Mike + the Mechanics er en britisk supergruppe dannet i Dover i 1985 af Mike Rutherford, oprindeligt som et sideprojekt under hans pause fra Genesis. Bandet er kendt for hitsinglerne "Silent Running", "All I Need Is a Miracle", "Taken In", "The Living Years", "Word of Mouth" og "Over My Shoulder".
Oprindeligt inkluderede bandet Rutherford (det eneste faste medlem), sangerne Paul Carrack og Paul Young, keyboardspillerne Adrian Lee og trommeslager Peter Van Hooke. Efter et årti sammen valgte Lee og Van Hooke at forlade gruppen i 1995 og blev ikke erstattet. Efter Youngs død i 2000 blev Carrack gruppens eneste forsanger indtil 2004, hvor bandet (der i praksis var en duo på dette tidspunkt) gik fra hinanden, og Rutherford og Carrack blev enige om at bandet havde haft sin levetid. I 2010 blev bandet genoplivet med Rutherford som eneste tidligere medlem og en række nye musikere, inklusive sangerne Andrew Roachford og Tim Howar.

## Medlemmer
| Nuværende medlemmer - Mike Rutherford – bas, guitar, keyboard, baggrundsvokal (1985–2004, 2010–nu) - Gary Wallis – trommer (1998–2004, 2010–nu; tour: 1995–1998) - Andrew Roachford – forsanger og baggrundsvokal, keyboard (2010–nu) - Tim Howar – forsanger og baggrundsvokal (2010–nu) - Anthony Drennan – guitar, bas, baggrundsvokal (2010–nu) - Luke Juby – keyboard, baggrundsvokal, bas, saxofon, fløjte (2010–nu) Past members - Paul Carrack – forsanger, baggrundsvokal, keyboard, guitar, bas, trommer (1985–2004) - Paul Young – forsanger, percussion, guitar, bas (1985–2000; his death) - Peter Van Hooke – trommer (1985–1995; tour: 2004) - Adrian Lee – keyboard, baggrundsvokal (1985–1995) | Tourmusikere - Ashley Mulford – guitar, bas, baggrundsvokal (1986) - Tim Renwick – guitar, bas, baggrundsvokal (1988–1996) - Jamie Moses – guitar, bas, baggrundsvokal (1999–2004) - Rupert Cobb – keyboards (2004) - Owen Paul McGee – baggrundsvokal (2004) - Abbie Osmon – baggrundsvokal (2004) - Ben Stone – trommer (2012) - Phillipp Groysboeck – trommer (2016) - Steve Barney – trommer (2017) - Nic Collins – trommer (2023) |

## Diskografi
- Mike + The Mechanics (1985)
- Living Years (1988)
- Word of Mouth (1991)
- Beggar on a Beach of Gold (1995)
- Mike & The Mechanics (1999)
- Rewired (2004)
- The Road (2011)
- Let Me Fly (2017)
- Out of the Blue (2019)